# Джохор
Джохо́р (малайск. Johor / جوهور) — султанат в Малайзии, штат Малайзии, входящий в федерацию, код JH, с административным центром Джохор-Бару. Имеется один международный аэропорт — Сенай.

## География
Джохор занимает пятое место по площади и второе место по населению среди штатов Малайзии. Расположен в южной части полуострова Малакка. Высшая точка штата — гора Гунунг-Леданг (1276 м). Длина береговой линии — около 400 км. Климат — экваториальный, муссонный. Выпадает в среднем 1778 мм осадков в год, средние температуры: 26 — 28 °С.

## История
Название Джохор происходит от персидского «jowhar», «gowhar» «драгоценный камень». Султанат основан в начале XVI века сыном султана Махмуд Шаха, последнего султана Малакки, после того, как ему удалось убежать от португальских завоевателей. Султанат вырос в Джохорскую империю, заняв архипелаг Риау и Паханг, куда был направлен наместник. Джохор постоянно совершал нападения на португальцев, но не смог вернуть Малакку. В течение всех 130 лет португальского владычества препятствовал португальцам контролировать пролив.
В 1641 году Джохор вступил в союз с голландцами, после чего голландцы смогли овладеть Малаккой. В дальнейшем Джохор слабел и утрачивал могущество, страдая также от междоусобиц.

Флаг Джохора, синий цвет символизирует правительство государства, красный — воинов, защищающих страну, белый полумесяц со звездами — ислам и монархию.

В период 1864—1895 годах к власти пришёл султан Абу Бакар, который умелым руководством и продуманной политикой отношений с англичанами и Сингапуром добился увеличения благосостояния и расцвета страны. Он получил титул «Отца нового Джохора».
С 1914 году в стране стал действовать британский советник Кэмпбелл.
Джохор-Бару был последним городом Малаккского полуострова, занятый японцами в ходе Малайской операции во время Второй мировой войны. Отсюда генерал Томоюки Ямасита руководил операцией по захвату Сингапура.
В 1948 году Джохор вошёл в Малайскую федерацию, которая получила независимость в 1957 году.

## Султаны Джохора
- Махмуд-шах I (1511—1528)
- Ала ад-дин Риайат-шах I (1528—1564), младший сын предыдущего
- Музаффар-шах (1564—1580), сын предыдущего
- Абд ал-Джалил-шах I (1580), зять предыдущего
- Абд ал-Джалил Риайат-шах I (1580—1597), отец предыдущего
- Ала ад-дин Риайат-шах II (1597—1613), сын предыдущего
- Абдаллах Хаммайат-шах (1613—1623), брат предыдущего
- Абд ал-Джалил-шах II (1623—1677), сын Ала ад-дина Риайат-шаха II
- Ибрагим-шах I (1677—1688), внук Абдаллаха Хаммайат-шаха
- Махмуд-шах II (1685—1699), сын предыдущего
- Абд ал-Джалил Риайат-шах III (1699—1718), сын Хабиба Абд ал-Маджида
- Абд ал-Джалил Рахмат-шах (1718—1722), зять предыдущего
- Сулайман Бадр ал-Алам-шах (1722—1760), сын Абд ал-Джалил Риайат-шаха II
- Абд ал-Джалил Муаззам-шах (1760—1761), сын предыдущего
- Ахмад Риайат-шах (1761), сын предыдущего
- Махмуд Риайат-шах (1761—1812), брат предыдущего
- Абд ал-Рахман Муаззам-шах (1812—1819), сын предыдущего
- Абд ал-Рахман (1819—1825), сын Кечиля, внук Абд ал-Джамала, правнук Аббаса, сына Абд ал-Джалила Риайат-шаха II (1699—1718)
- Ибрагим-шах II (1825—1862), сын предыдущего
- Абу Бакар (1862—1895), сын предыдущего
- Ибрагим-шах III (1895—1959), сын предыдущего
- Исмаил-шах (1959—1981), сын предыдущего
- Махмуд Искандар аль-Хадж (1981—2010), сын предыдущего
- Ибрагим Исмаил (с 2010 года), старший сын предыдущего

## Административное деление
Штат делится на 10 районов:

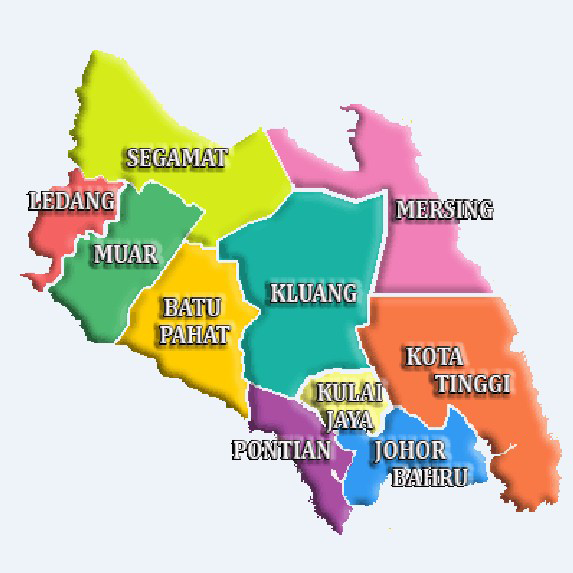
Районы штата Джохор

- Джохор Бару 1817,8 км², 1 064 881 чел.
- Понтиан 919,5 км², 143 729 чел.
- Кота Тингги 3488,7 км², 192 220 чел.
- Клуанг 2851,8 км², 254 631 чел.
- Сегамат 2851,26 км², 178 620 чел.
- Муар 2346,12 км², 328 695 чел.
- Бату Пахат 1878 км², 335 368 чел.
- Мерсинг 2838,6 км², 67 557 чел.
- Кулаиджая 750,9 км², 246 721 чел.
- Леданг 967,6 км², 58 501 чел.

## Население
По переписи 2000 г., население штата составляло 2,75 миллиона человек: 54 % — малайцы, 35 % — китайцы, 7 % — индийцы, 4 % — другие. По оценкам на 2010 г., население составляет 3 348 283 человек, средняя плотность населения — 176,35 чел./км².

### Основные города
- Джохор-Бару
- Бату-Пахат
- Муар
- Келуанг
- Кота-Тинги
- Сегамат
- Мерсинг

## Видные деятели, родившиеся в Джохоре
- Абдул Азиз Исхак, журналист, политик, государственный деятель
- Ван Абу Бакар Ван Абас, учёный, писатель
- Фаша Сандха, актриса, фотомодель.
- Фатима Хашим, политик, государственный деятель

## Факты
- Русский этнограф и путешественник Н. Н. Миклухо-Маклай во время своего путешествия по Малаккскому полуострову в 1875—1876 гг. некоторое время жил во дворце султана Джохора.[значимость факта?]
- Высшая точка штата — гора Леданг упоминается в известном малайском мифе «Принцесса горы Леданг».[значимость факта?]